# Bolesław Siemiątkowski

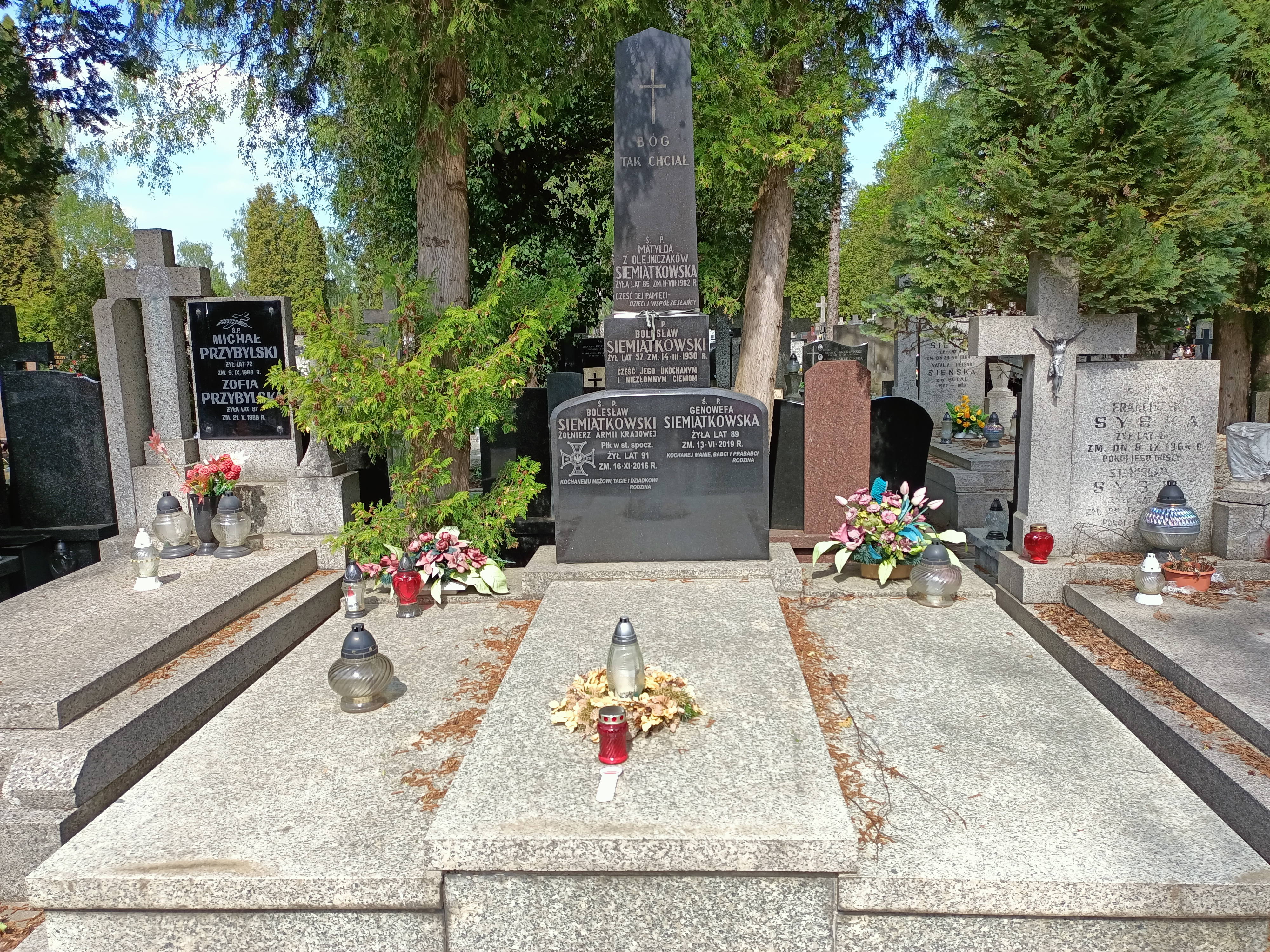
Grób Bolesława Siemiątkowskiego na cmentarzu parafialnym w Rembertowie

Bolesław Siemiątkowski ps. „Czarny”, „Harcerz”, „Saszka”, „Stach” (ur. 17 stycznia 1925 w Aksamitowszczyźnie koło Lidy, zm. 16 listopada 2016 w Warszawie) – polski działacz podziemia niepodległościowego w czasie II wojny światowej, kawaler Orderu Wojennego Virtuti Militari.

## Życiorys
Urodził się w rodzinie Bolesława i Matyldy z d. Olejniczak. Absolwent szkoły podstawowej w Werenowie. Pomimo młodego wieku, już od września 1939 współpracował ze Służbą Zwycięstwu Polski, a następnie Związkiem Walki Zbrojnej jako kurier przenoszący meldunki przez granicę okupowanego terytorium. Dlatego też od czerwca do września 1940 był internowany w litewskim obozie w Żagarach, a następnie zwolniony jako nieletni. Działał w polskim podziemiu niepodległościowym w ramach Obwodu Lidzkiego Nowogródzkiego Okręgu ZWZ-AK. Piastował między innymi funkcję dowódcy drużyny 6. kompanii 2. batalionu 77. pułku piechoty Armii Krajowej (od lutego 1944) oraz zastępcy dowódcy plutonu 3. kompanii 5. batalionu 77. pułku piechoty Armii Krajowej (od marca 1944). Brał udział między innymi w akcjach bojowych w Gojcieniszkach, Ejszyszkach, Bolsiach, Rakliszkach, pod Bieniakoniami, Dojlidami, Raduniem i Ogrodnikami, a także w walkach o Wilno.
„Podczas walk 6 kwietnia 1944 roku w Bieniakoniach, po wykonaniu przeciwnatarcia na transport żołnierzy Wermachtu, zaatakował śmiałymi seriami z rkm bunkier przy stacji pomp strzelając z karabinu maszynowego i po dłuższej wymianie celnego ognia zmusił do poddania się jego niemiecką załogę /.../ o zmierzchu, ostrzeliwując pociąg pancerny zapobiegł desantowi jego żołnierzy”.
Po przejściu frontu ukrywał się pod przybranym nazwiskiem (Jerzy Żukowski) aż do dnia upadku Berlina. Po wojnie ukończył Liceum mechaniczne i studia na Wydziale Przemysłu Rolnego w Wyższej Szkole Gospodarstwa Rolnego oraz na wydziale Technologii Rolnej SGGW.
W latach 1949–1953 pracował jako kierownik działu kontroli technicznej w Zakładach Mięsnych w Rembertowie, a następnie aż do emerytury jako projektant biur projektowych (projektowanie architektoniczne, konstrukcyjno-inżynieryjne i kierowanie budową) i rzeczoznawca ds. bhp w różnych przedsiębiorstwach w kraju i za granicą (USA, Szwecja). Trzykrotnie zwalniany z pracy z przyczyn politycznych z zakazem zajmowania kierowniczych stanowisk (1953, 1958, i 1963). Z powodu swojej fachowości i nabytej wiedzy był jednak ciągle zatrudniany na tych stanowiskach.
Był aktywnym działaczem kombatanckim, pełnił m.in. funkcję wiceprezesa (od 2007) i skarbnika (od 2003) Zarządu Klubu Kawalerów Orderu Wojennego Virtuti Militari.
Zmarł 16 listopada 2016 i został pochowany na cmentarzu w Rembertowie.

## Odznaczenia
- Krzyż Srebrny Orderu Virtuti Militari[6]
- Krzyż Walecznych[6]
- Krzyż Kawalerski Orderu Odrodzenia Polski[6]
- Krzyż Oficerski Orderu Odrodzenia Polski[6]
- Krzyż Armii Krajowej[6]
- Medal „Za udział w wojnie obronnej 1939”[6]
- Medal Wojska – trzykrotnie[6]
- i innymi[6]